# Boykinia aconitifolia
Boykinia aconitifolia är en stenbräckeväxtart som beskrevs av Thomas Nuttall. Boykinia aconitifolia ingår i släktet bäckbräckor, och familjen stenbräckeväxter. Inga underarter finns listade i Catalogue of Life.